# كيفن لوي
كيفن لوي هو لاعب هوكي الجليد كندي، ولد في 15 أبريل 1959 في لاشوت في كندا.

## وصلات خارجية
- كيفن لوي على موقع دوري الهوكي الوطني (الإنجليزية)
- كيفن لوي على موقع قاعة مشاهير الهوكي (لاعب أن.إتش.أل) (الإنجليزية)
- كيفن لوي على موقع EliteProspects.com (الإنجليزية)
- كيفن لوي على موقع Eurohockey.com (الإنجليزية)
- كيفن لوي على موقع HockeyDB.com (الإنجليزية)
- كيفن لوي على موقع Hockey-Reference.com (الإنجليزية)